# Fulque III de Anjou
Fulco III de Anjou (965/970- Metz, 21 de junho de 1040) dito Nerra, o Negro, devido ao seu tom escuro, foi conde de Anjou de 987 a 1040. 

## Relações familiares
Foi filho de Godofredo I de Anjou (entre 938 e 940 - 21 de julho de 987), conde de Anjou, e de Adelaide de Vermandois (928 - 987), filha de Roberto I de Vermandois (c. 910 - c. 966) e de Adelaide Werra da Borgonha.
Casou por duas vezes, uma com Hildegarda de Metz (c. 970 - 1046), filha de Guilherme IV da Aquitânia (935 - 3 de abril de 966)  e de Ema de Blois (c. 940 -?), de quem teve:
1. Ermengarda Branca de Anjou (1018 - 18 de março de 1076) casada com Godofredo II de Gâtinais  (? - 30 de abril de 1042).
2. Branca de Anjou
3. Godofredo II Martel (14 de outubro de 1006 - 1067), conde de Anjou e casado com Inês de Mâcon (995 - 1065).

O segundo casamento foi com Isabel de Vendome (c. 970 -?), de quem teve:
1. Adela de Anjou casou com Bodo de Nevers e Vendôme, Conde de Nevers e Vendôme, filho de Landrico I de Nevers.
2. Adelaide de Anjou casou com Geraldo de Montreuil "o Bom", senhor de Montreuil.